# Балахничьов Валентин Васильович
Валентин Васильович Балахничьов (рос. Валентин Васильевич Балахничёв; нар. 23 квітня 1949, Луцьк, УРСР) — радянський і російський спортивний функціонер, тренер з легкої атлетики, майстер спорту СРСР (легка атлетика, 1970), Заслужений тренер РРФСР (1980), заслужений працівник фізичної культури Російської Федерації (1997).
Колишній президент Всеросійської федерації легкої атлетики (1990-2015), довічно відсторонений Комітетом з етики Міжнародної асоціації легкоатлетичних федерацій (IAAF) від діяльності під егідою федерації.

## Життєпис
Народився 23 квітня 1949 року в місті Луцьк Української РСР. У 1966 році закінчив там же середню школу, у 1975 році — факультет промислової теплоенергетики Московського енергетичного інституту. Ще в шкільні роки захопився бар'єрним бігом, під час навчання в інституті продовжив заняття легкою атлетикою, брав участь у спортивних змаганнях у складі збірної команди країни. У 1970 році стає інструктором з легкої атлетики Московської міської ради СДСО «Буревісник».
З 1977 року — тренер-викладач, а потім старший тренер-викладач з бар'єрного бігу Спеціалізованої школи вищої спортивної майстерності з легкої атлетики Комітету фізичної культури та спорту при Виконкомі Мосгорсовета.
У 1980 році, напередодні Олімпійських ігор в Москві, перейшов на тренерську роботу в збірну СРСР з легкої атлетики.
З 1984 по 1987 рік — старший тренер-викладач Експериментальної школи вищої спортивної майстерності Комітету фізичної культури та спорту при Мосміськвиконкомі.
У 1985 році на кафедрі біомеханіки Інституту фізичної культури захистив дисертацію на здобуття наукового ступеня кандидата педагогічних наук, присвячену бар'єрному бігу.
У 1987 році призначений головним тренером збірної команди РРФСР з легкої атлетики.
З 1990 по 2015 рік був Президентом Всеросійської федерації легкої атлетики (ВФЛА), одночасно з цим з 2000 по 2003 рік обіймав посади заступника та першого заступника голови Держкомспорту Павла Рожкова та керівника Росспорту В'ячеслава Фетісова.
З 1995 року протягом трьох термінів був першим віце-президентом Європейської легкоатлетичної федерації.
Тривалий час був членом редколегій спортивно-методичних журналів «Легка атлетика» та «Теорія і практика фізичної культури».

## Допінгові скандали
30 січня 2015 року РУСАДА дискваліфікувала за допінг переможницю Олімпіади-2012 Юлію Зарипову та багатоборку Тетяну Чернову. За підсумками цих скандалів, 17 лютого 2015 року Валентин Балахничьов пішов у відставку з посади президента ВФЛА.

## Звання, нагороди, посади в міжнародних організаціях
- Майстер спорту (легка атлетика, 1970)[4]
- кандидат педагогічних наук (1982)[4]
- доктор педагогічних наук (1999)
- Заслужений тренер РРФСР (1980)[4]
- Заслужений працівник фізичної культури Російської Федерації (1997)[5]
- медаль «За трудову відзнаку»[4]
- 12 квітня 2013 нагороджений орденом «За заслуги перед Вітчизною» IV ступеня[6].
- член виконкому Олімпійського комітету Росії[4]
- член комітету комісії маркетингу IAAF
- віце-президент Європейської легкоатлетичної федерації (1995-?)[4]

## Сім'я
- Батько — Балахничьов Василь Федорович (1923 р.н.), учасник Німецько-радянської війни, у повоєнний час — лікар-стоматолог.
- Мати — Балахничьова Галина Валентинівна (1929 р.н.), педагог, працювала в школі.

Одружений. Дружина — Балахничьова Людмила Андріївна, тренер з фігурного катання. Син — Балахничьов Олександр Валентинович, кандидат педагогічних наук, працює в Міжнародному центрі розвитку легкої атлетики ІААФ.